# Piogaster punctulata
Piogaster punctulata là một loài tò vò trong họ Ichneumonidae.